# Plan V
Plan V fue un grupo de música electrónica, compuesto por los músicos chilenos Andrés Bucci, Guillermo Ugarte y Christian Powditch y el argentino Gustavo Cerati, que existió entre 1995 y 1998.
El proyecto se plasmó en dos discos, uno homónimo (1996), también conocido como Hábitat individual, y Plan Black V Dog (1998), que fue compartido con el grupo inglés The Black Dog, encabezado por Ken Downie.
En 1998, la extinta revista argentina "Revolver" publica los temas inéditos «Tripulante 2.3.1», «Tripulante 2.3.2» y «Tripulante 2.3.3», en la edición de su CD recopilatorio "El Album Blanco de Revolver".
Para el 2000, la banda colabora con un tema «S.E.T.I.», no editado antes y compuesto por Cerati, Ugarte, Powditch y Bucci; mismo que fue incluido en el álbum recopilatorio "Viernes 3 AM 2000" del sello Fenix Discos.

## Discografía
| Álbum              | Grabación                                                    | Fecha              | Lista de canciones |
| ------------------ | ------------------------------------------------------------ | ------------------ | --- |
| Hábitat Individual | Background Studios, Tonhaus (Santiago)Ámbar 2 (Buenos Aires) | 18 de mayo de 1996 | 1. «Teletrack» 2. «Aurora turbo» 3. «Tripulante 2.3» 4. «Nro. 9 (sistema cerrojo)» 5. «Polynol Plus»                                                                               |
| Plan Black V Dog   | Black Dog Towers (Reino Unido)Ámbar Núñez (Argentina)        | 1998               | 1. «Pheremones» (por Plan V) 2. «Dedo dato» (por Black Dog) 3. «Space jam» (por Plan V) 4. «Portero» (por Black Dog) 5. «Samhain» (por Plan V) 6. «Tripulante 2.4» (por Black Dog) |